# Panolis pinicortex
Panolis pinicortex är en fjärilsart som beskrevs av Max Wilhelm Karl Draudt 1950. Panolis pinicortex ingår i släktet Panolis och familjen nattflyn. Inga underarter finns listade i Catalogue of Life.